# Into
Into (finnisch für Enthusiasmus) ist das vierte Studioalbum der finnischen Dark-Rock-Band The Rasmus, und das erste Studioalbum unter dem Namen The Rasmus. Davor nannten sie sich schlicht Rasmus. Es wurde vom Mai bis Dezember 2000 in Stockholm aufgenommen und am 21. März 2001 bei Playground Music veröffentlicht.

## Geschichte
2000 benannten sich Rasmus in The Rasmus um, nachdem der Drummer Janne Heiskanen den Platz mit Aki Hakala getauscht hatte. 2001 unterschrieben The Rasmus einen Plattenvertrag bei Playground Music Scandinavia. Seppo Vesterinen wurde ihr neuer Manager. Die Band veröffentlichte Into in Finnland, wo es Doppelplatin erreichte und Platz 1 in den Charts belegte. Es war das erste Album, das von Mikael Nord Andersson und Martin Hansen in den Nord Studios in Stockholm produziert wurde. F-F-F-Falling wurde als erste Single ausgekoppelt und erreichte Platz 1 in Finnland. Die zweite Single, Chill, erreichte Platz 2 in Finnland. Into wurde auch in anderen europäischen Ländern veröffentlicht, zum Beispiel in Deutschland, Schweden, Norwegen, Italien, Frankreich und Spanien.

## Trackliste
Alle Songs wurden von The Rasmus geschrieben.
1. Madness (3:12)
2. Bullet (4:09)
3. Chill (4:17)
4. F-F-F-Falling (3:41)
5. Heartbreaker (3:41)
6. Smash (3:43)
7. Someone Else (4:29)
8. Small Town (4:02)
9. One & Only (3:50)
10. Last Waltz (4:39)
11. Days (4:19) (nur auf der Special Edition)
12. Can’t Stop Me (2:51) (nur auf der Special Edition)
13. Play Dead (Björk) (3:51) (nur auf der Special Edition)
14. Used to Feel Before (4:25) (nur auf der Special Edition)
15. F-F-F-Falling (Video) (nur auf der Special Edition)

## Special Edition
Die Special Edition von Into wurde am 5. November 2003 bei Playground Music Scandinavia/Edel Music veröffentlicht. Neben den 10 Originaltracks sind vier Bonustracks und das Video zu F-F-F-Falling auf dem Album. Es hat ein 24-seitiges Booklet mit neuen Fotos der Band. Die Special Edition ist in Schwarz und Weiß und nicht wie das Original in Orange gehalten.

## Singles

### F-F-F-Falling
F-F-F-Falling wurde am 2. April 2001 als erste Single des Albums veröffentlicht. Auf der Single befindet sich auch ein Video, das die Band bei der Arbeit zeigt. F-F-F-Falling erreichte für sieben Wochen Platz 1 der finnischen Singlecharts.
Kommentare

„This song has been selected to become the first single, because it's something special. People think 'What's that? That doesn't sound like The Rasmus!' when they hear the song.“

„The first sentence, about not going to school on Monday. That's true, because Monday was the day to practice our new songs.“

### Chill
Die zweite Single Chill wurde am 18. Juni 2001 bei Playground Music veröffentlicht. Sie stieg auf Platz 2 in Finnland ein. Auf der CD-Single ist ebenfalls F-F-F-Falling in einer akustischen Version und auf der Maxi-Single sind Can't Stop Me und das Video zu F-F-F-Falling enthalten.
Kommentare

„It's a slow and peaceful song. It was easy to make. Pauli had the guitar melody for the chorus and the verses.“

### Madness
Madness ist die dritte Single aus dem Album. Veröffentlicht wurde sie am 3. September 2001. Die B-Seiten auf der Single sind Play Dead (Original von Björk) und Used to Feel Before (Original von Kingston Wall). Außerdem ist noch das Video zu Chill enthalten. In den finnischen Singlecharts erreicht sie Platz 2.
Kommentare

„Madness is a melodic pop-song Lauri wrote. It's about the emotions when we had to replace our drummer. We kind of drifted apart as a band.“

„It's a 5-years-story. The words don't belong together but each has a special meaning.“

### Heartbreaker
Das 11. März 2002 veröffentlichte Heartbreaker ist die vierte Single aus dem Album. "Heartbreaker" stieg in Finnland auf Platz 2 ein und erreichte eine Woche später die Spitze der Charts. Der Song handelt von einem real existierenden Mädchen, das die Kontrolle über sein Leben verloren hat. Auf der Single befinden sich neben Days noch zwei Remixe von Heartbreaker (Rock Radio Remix & Pop Radio Remix).

## Musikvideos

### F-F-F-Falling
Das erste Video von Into war F-F-F-Falling. Im Video tragen die Mitglieder von The Rasmus eine Art von Strandkleidung und spielen in einem Tonstudio. Das Video handelt von einem Mädchen, das seine Freundin am Bahnhof trifft. Die Mädchen verbringen viel Zeit miteinander, sie hören Musik und vergnügen sich im Bus. Sie werden immer ausgelassener und wechseln ihre Kleidung, tanzen überall und küssen sich in einem Auto. Anschließend schlafen die beiden Mädchen miteinander und am nächsten Tag bereut ein Mädchen seine Tat. Die Band schaut ihnen in einigen Situationen dabei zu.

### Chill
Das zweite Video Chill zeigt die Band in einem Bus, während sie Fotos aufnehmen und auf Akustikinstrumenten spielen. In diesem Video sieht man deutlich Lauri Ylönen singen. Das Video zeigt ebenfalls einige Fotos und Minivideos der Band auf der Straße.

## Auszeichnungen
The Rasmus gewannen 2002 mit dem Album vier EMMAs (der finnische Grammy) als Best Group, Best Album, Best Pop/Rock Album und Best Song (für F-F-F-Falling).